# Alexandre Cellier (musicien suisse)
Pour les articles homonymes, voir Alexandre Cellier.
Alexandre Cellier, né le 4 décembre 1966 à Lausanne, est un musicien, compositeur et interprète vaudois.

## Biographie

### Origines et famille
Alexandre Cellier naît le 4 décembre 1966 à Lausanne, dans le canton de Vaud. 
Il est le troisième fils de l'ethnomusicologue et musicien Marcel Cellier et de son épouse Catherine.
Il rencontre sa future épouse en 1994, avec laquelle il a deux enfants.

### Enfance et études
Il grandit bercé par la musique tsigane que ceux-ci enregistraient dans les pays de l'est et se passionnera par la suite pour celles d'autres continents, notamment d'Amérique du Sud (Brésil) et d'Afrique (Burkina Faso),.
À 14 ans il découvre avec François Lindemann le piano jazz, l'improvisation et la composition, qui le fascinent.  
Après avoir obtenu une maturité gymnasiale de type scientifique, il étudie au Conservatoire de Lausanne avec Christian Favre. Il obtient un brevet d'enseignement de la musique et un diplôme de piano en 1998.  

### Parcours professionnel
Après avoir enseigné la musique et la flûte de Pan au conservatoire de Martigny, dans le canton du Valais, il devient enseignant de musique au collège Arnold Reymond à Pully, dans le canton de Vaud. Il se consacre ensuite entièrement à sa carrière artistique.

### Parcours artistique
Il compose pour divers médias et formes d'art tels que les contes, la danse, le théâtre et le cinéma.
Multi-instrumentiste et animateur, il fait de la musique avec des objets du quotidien. Ceci l'a amené à former avec Jean Duperrex le duo Bricomic qui tourne dans des écoles, lors de soirées privées et dans des cadres parfois hors du commun. Il collabore à de nombreux autres projets avec des musiciens tels que Antoine Auberson, Annick Rody, Aurelie Tropez, Ion Miu (en), Evan Christopher, André-Daniel Meylan, Maria de la Paz, William Fierro, Ulrich Herkenhoff (de), Oliver Grosclaude, Cyril Regamey, Julie Sicre, Jean-Baptiste Buisson[réf. souhaitée].

### Vie privée
Il vit à Grandvaux, dans le canton de Vaud.

## Discographie
- Percussions du Burkina Faso, Livre-CD, 1995[8]
- Voyage au bout des notes, avec Jean Duperrex, 1996[9]
- L'enfant et le pangolin au pays des crocodiles, Livre CD Histoire : Anne-Lise Thurler, musique : A. Cellier. Éditions L.E.P 1998
- Papimoustache chante Noël, 11 chansons pour enfants arrangées par Daniel Favez et Alexandre Cellier. Paroles : Jaqueline Mani (2000)
- Opus 2004 - Cellier Duperrex en concert à l'Esprit Frappeur
- La dernière semaine de Jésus CD conte-audio 2005, histoire racontée par Alix Noble-Burnand. musique: Alexandre Cellier, hang, clarinettes, piano, voix, accordéon synthétiseurs
- Aurélie Tropez & Alexandre Cellier “Rencontre” 2005
- Ion Miu & Alexandre Cellier 2006 Cymbalum, flûte de pan et piano CD (Esprit Frappeur)
- Almawil - Maria de la Paz, Alexandre Cellier, William Fierro - en concert à Beausobre en octobre 2007.
- Aurélie Tropez & Alexandre Cellier “En concert au Signal” 2007
- Alexandre Cellier Best of (2008) Avec Maria de la Paz, William Fierro, Aurélie Tropez, Jacky Hungerbühler, Ion Miu, Zanzibar, Jean Duperrex, Evan Christopher, Flavie Crisinel, Olivier Grosclaude, Miguel-Angel Pereira
- Aurélie Tropez, Alexandre Cellier & Christian Gavillet 2009 - 2CD Concert au Festival de Musique Improvisée Lausanne
- Noël Tsigane le DVD (2009) spectacle de Jean Naguel Chollet
- Ion Miu & Georghe Udila & Alexandre Cellier 2010 - Cymbalum, flûte de pan et piano DVD ou CD concert à Bern YMF
- La Farandole des Bagnoles Dominique Scheder (Paroles) & Alexandre Cellier (Musiques) 2010
- Ion Miu & Alexandre Cellier 2013  - Cymbalum, flûte de pan et piano En concert à Charrat Muse
- Botiza Film documentaire de Frédéric Gonseth et Catherine Azad, (DVD 99 min) musique : Alexandre Cellier (2013)